# Подкользин, Павел Николаевич
Павел Николаевич Подкользин (род. 15 января 1985, Новосибирск) — российский баскетболист, центровой. В 2017 году внесён в Книгу рекордов России как самый высокий человек страны (рост — 226 сантиметров).

## Биография
Родился в Новосибирске. С младших классов школы занимался баскетболом и волейболом. С 13-летнего возраста начал заниматься баскетболом в новосибирском «Локомотиве» у тренера Виталия Уткина.

### Карьера
На профессиональном уровне дебютировал[когда?]

 за новосибирский «Сибирьтелеком-Локомотив».
В 2001 году стал серебряным призёром первенства Европы в составе юниорской сборной России и получил звание мастера спорта.
В 2002 году перешёл в итальянский клуб «Варезе», за который провёл 22 матча.
На драфте НБА 2004 года был выбран под 21-м номером командой «Юта Джаз», но сразу же был обменян в «Даллас Маверикс», за который сыграл шесть матчей за два сезона. В «Далласе» работая с Подкользиным, пытались сделать из него доминирующего пятого номера, используя уникальное телосложение Павла. Однако, проведя в Техасе пару сезонов и добравшись с командой до финала НБА, так и не смог добиться предоставления игровой практики.
В 2006 году вернулся в Россию, в «Химки».
В середине сезона 2006/07 вновь стал выступать за «Сибирьтелеком-Локомотив».
С 27 июля 2010 года стал игроком «Нижнего Новгорода», заключив контракт сроком на один сезон, но так и не принял участия в официальных матчах. 13 октября 2010 года официальный сайт клуба сообщил, что «Нижний Новгород» расторг соглашение с 25-летним центровым. По мнению Сергея Панова, Павлу Подкользину не хватило умения терпеть большие нагрузки, свойственные тренировкам Зорана Лукича.
С августа 2016 года начал выступать за «Сахалин» под номером 23.

### После завершения карьеры
19 августа 2025 года побил российский и мировой рекорд, став самым высоким игроком, принявшим участие в официальном футбольном матче, когда вышел в стартовом составе «Амкала» в 1/128 финала Кубка России против «Калуги» (1:0).

## Достижения
- Чемпион Суперлиги: 2014/15
- Обладатель Кубка России: 2014/15
- Серебряный призёр Кубка России: 2016/17

## Статистика

### Статистика в НБА
| Сезон   | Команда         | Регулярный сезон | Регулярный сезон | Регулярный сезон | Регулярный сезон | Регулярный сезон | Регулярный сезон | Регулярный сезон | Регулярный сезон | Регулярный сезон | Регулярный сезон | Регулярный сезон | Серия плей-офф | Серия плей-офф | Серия плей-офф | Серия плей-офф | Серия плей-офф | Серия плей-офф | Серия плей-офф | Серия плей-офф | Серия плей-офф | Серия плей-офф | Серия плей-офф |
| Сезон   | Команда         | GP               | GS               | MPG              | FG%              | 3P%              | FT%              | RPG              | APG              | SPG              | BPG              | PPG              | GP             | GS             | MPG            | FG%            | 3P%            | FT%            | RPG            | APG            | SPG            | BPG            | PPG            |
| ------- | --------------- | ---------------- | ---------------- | ---------------- | ---------------- | ---------------- | ---------------- | ---------------- | ---------------- | ---------------- | ---------------- | ---------------- | -------------- | -------------- | -------------- | -------------- | -------------- | -------------- | -------------- | -------------- | -------------- | -------------- | -------------- |
| 2004/05 | Даллас Маверикс | 5                | 0                | 2,0              | 0,0              | 0,0              | 50,0             | 0,4              | 0,0              | 0,0              | 0,0              | 0,2              | Не участвовал  | Не участвовал  | Не участвовал  | Не участвовал  | Не участвовал  | Не участвовал  | Не участвовал  | Не участвовал  | Не участвовал  | Не участвовал  | Не участвовал  |
| 2005/06 | Даллас Маверикс | 1                | 0                | 18,1             | 0,0              | 0,0              | 50,0             | 7,0              | 0,0              | 0,0              | 1,0              | 3,0              | Не участвовал  | Не участвовал  | Не участвовал  | Не участвовал  | Не участвовал  | Не участвовал  | Не участвовал  | Не участвовал  | Не участвовал  | Не участвовал  | Не участвовал  |
|         | Всего           | 6                | 0                | 4,7              | 0,0              | 0,0              | 50,0             | 1,5              | 0,0              | 0,0              | 0,2              | 0,7              | Не участвовал  | Не участвовал  | Не участвовал  | Не участвовал  | Не участвовал  | Не участвовал  | Не участвовал  | Не участвовал  | Не участвовал  | Не участвовал  | Не участвовал  |

### Статистика в других лигах
| Сезон                                                                                   | Команда   | Лига             | GP | GS | MPG  | FG%  | 3P% | FT%  | RPG | APG | SPG | BPG | PPG |  |
| 2002/03                                                                                 | Варезе    | Кубок Европы     | 7  | 0  | 10,9 | 61,5 | 0,0 | 50,0 | 4,9 | 0,0 | 0,0 | 0,4 | 3,1 |  |
| 2003/04                                                                                 | Все клубы | Все лиги         | 37 | 10 | 10,9 | 49,3 | 0,0 | 67,7 | 2,7 | 0,1 | 0,5 | 0,5 | 3,1 |  |
| 2003/04                                                                                 | Варезе    | Чемпионат Италии | 23 | 7  | 11,0 | 45,9 | 0,0 | 69,7 | 2,2 | 0,2 | 0,7 | 0,5 | 2,5 |  |
| 2003/04                                                                                 | Варезе    | Кубок Европы     | 14 | 3  | 10,9 | 52,9 | 0,0 | 65,6 | 3,6 | 0,1 | 0,2 | 0,6 | 4,1 |  |
| 2006/07                                                                                 | Химки     | Кубок Европы     | 1  | 0  | 3,2  | 0,0  | 0,0 | 50,0 | 1,0 | 0,0 | 0,0 | 0,0 | 1,0 |  |
|                                                                                         |           | Всего            | 45 | 10 | 10,7 | 50,6 | 0,0 | 64,6 | 3,0 | 0,1 | 0,4 | 0,5 | 3,0 |  |
| Наведите курсор мыши на аббревиатуры в заголовке таблицы, чтобы прочесть их расшифровку |           |                  |    |    |      |      |     |      |     |     |     |     |     |  |

## Фильмография
| Год  |   | Название | Роль                        |
| ---- | - | -------- | --------------------------- |
| 2022 | с | 1703     | Саша «Единорог» (Александр) |